# 1719 en arts plastiques
| Années des arts plastiques : 1716 - 1717 - 1718 - 1719 - 1720 - 1721 - 1722    |
| Décennies des arts plastiques : 1680 - 1690 - 1700 - 1710 - 1720 - 1730 - 1740 |

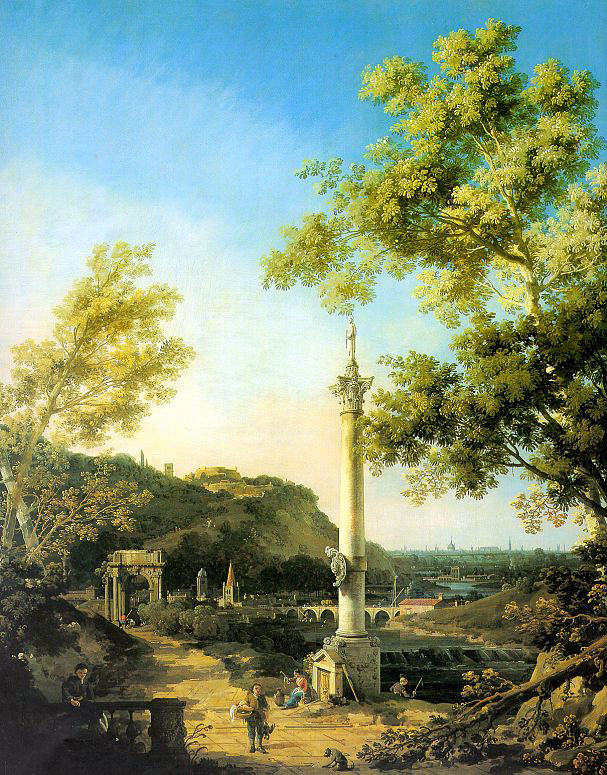
Caprice romain, de Canaletto.

Cette page concerne l'année 1719 en arts plastiques.

## Naissances
- 29 mai : Lorenzo de Caro, peintre italien  de l'école napolitaine († 10 décembre 1777),
- 25 août : Charles Amédée Philippe van Loo, peintre français († 15 novembre 1795).

## Décès
- 7 mai : Sebastiano Bombelli, peintre rococo italien (° 15 octobre 1635),
- 22 juillet : Giovanni Gioseffo dal Sole, peintre italien de l'école bolonaise du baroque tardif (° 10 décembre 1654),
- 6 septembre : Carlo Cignani, peintre baroque italien de l'école bolonaise (° 15 mai 1628),
- 14 octobre : Arnold Houbraken, peintre et biographe néerlandais (° 28 mars 1660).